# Relapse
Relapse – szósty solowy album studyjny amerykańskiego rapera Eminema. Ukazał się 19 maja 2009.
O pracy Eminema nad nowym krążkiem potwierdzali tacy wykonawcy jak Cashis, Stat Quo, 50 Cent, Sha Money XL czy The Alchemist i Obie Trice. 10 czerwca 2008 Eminem potwierdził to, mówiąc o tym w swoim radiu Shade 45, podczas audycji, którą prowadził LL Cool J.
18 października 2008 Eminem oznajmił, że nowy album będzie nosił nazwę Relapse. Ukazał się też nowy freestyle – „I’m Having A Relapse”. 6 stycznia 2009 ukazał się pierwszy utwór z płyty pt. „Crack A Bottle”, w którym, obok Eminema, występują 50 Cent i Dr. Dre.
5 marca, na konferencji prasowej, Eminem podał datę premiery albumu – 19 maja. Pierwszym singlem, do którego powstał teledysk, jest utwór „We Made You”. Swoją premierę miał 7 kwietnia. W teledysku gościnnie wystąpili Dr. Dre, 50 Cent oraz Lisa Ann, gwiazda filmów pornograficznych. Eminem w tekście naśmiewa się z takich gwiazd jak: Lindsay Lohan, Britney Spears, Amy Winehouse, Jessica Simpson, Kim Kardashian oraz Ellen DeGeneres.
Drugi teledysk powstał do utworu „3 a.m.”. Premiera odbyła się 2 maja na antenie Cinemax.
Za produkcję całego albumu odpowiedzialny jest Dr. Dre. Gościnnie pojawiają się producent albumu i 50 Cent. Tylko jeden utwór, „Beautiful”, wyprodukował sam Eminem.
Relapse zadebiutował na 1 miejscu notowania Billboard 200 ze sprzedażą 608 000 kopii w pierwszym tygodniu. Album ma status 2x platynowej płyty w Stanach Zjednoczonych.

## Tło
W 2005 Eminem planował zrobić sobie przerwę w karierze i skupić się na produkowaniu płyt artystów z jego wytwórni Shady Records. Z powodu uzależnienia od leków nasennych anulowana została europejska część Anger Management Tour. W 2006 po raz drugi zawarł małżeństwo z Kimberly Scott, jednak rozwiódł się ponownie po 11 miesiącach bycia razem. Również w 2006 zmarł jego najlepszy przyjaciel Proof, który został zastrzelony w Detroit. Załamany Eminem uzależnił się od leków nasennych.
Spekulacje na temat tego, że raper pracuje nad nowym albumem pojawiły się w środku 2007. O pracy nad albumem mówili wtedy raperzy 50 Cent i Stat Quo. Również inny raper Bizarre, (członek grupy D12, której współzałożycielem jest Eminem) powiedział, że trzeci album grupy zostanie opóźniony, ponieważ pierwszy ukaże się album Eminema. Pod koniec 2007 inni muzycy związani z Shady Records – w tym The Alchemist, Bishop Lamont, Ca$his i Obie Trice – potwierdzili pogłoski o pracy Eminema nad nowym krążkiem. 12 września 2007 Eminem oświadczył, że nie zamierza wydawać nowej muzyki w najbliższym czasie z powodu problemów
osobistych. W grudniu tego samego roku został przewieziony do szpitala, ponieważ przedawkował metadon. We wczesnym 2008 podjął program 12 kroków w celu wyjścia z jego uzależnienia.

## Nagrywanie
Eminem nagrywał między 2005 a 2006 i wydał większość swojej pracy na kompilacji Eminem Presents: The Re-Up. Nagrał także utwór „Beautiful” pod koniec 2006 roku, który stał się piątym i ostatnim singlem z Relapse, a także jednym z niewielu utworów, które zostały nagrane podczas odwyku rapera i znalazły się na płycie. Ważniejszą częścią nagrywania Relapse był środek 2008, kiedy raper był już po skończeniu programu 12 kroków. Producent i długoletni współpracownik Eminema Jeff Bass pracował z muzykiem na 25 utworach, dwa lata po jego uzależnieniu w 2005. Załamany przez śmierć Proofa popadł w stan, w którym wszystko co napisał wydawało mu się nie warte nagrywania.
W 2007 Eminem zaczął nagrywać w Effigy Studios w Ferndale w stanie Michigan. W tym samym roku Dr. Dre powiedział, że poświęci dwa miesiące na produkowanie Relapse. Dzięki współpracy z Dre Eminem mógł bardziej skupić się na pisaniu tekstów, ponieważ nie musiał zajmować się produkcją, o którą zadbał Dr. Dre. We wrześniu 2008 sesje przeniosły się do Orlando na Florydzie. Dr. Dre tworzył beaty, a później puszczał je Eminemowi, ten wybierał te, które najbardziej mu się podobały. Następnie raper pisał teksty do podkładów, a Dre tworzył więcej beat'ów. Kiedy poczuł, że napisał wystarczającą ilość utworów, wchodził do studia i je nagrywał. Proces trwał jeszcze sześć miesięcy, aż Eminem napisał wystarczająco dużo utworów, które miały znaleźć się również na kontynuacji Relapse pt. Relapse 2. Ostatecznie Relapse 2 zostało nazwane Recovery.
Podczas nagrywania część utworów wyciekła do internetu, np. niedokończona wersja „Crack a Bottle”. Utwór został dokończony w styczniu 2009 roku i znaleźli się na nim goście 50 Cent i Dr. Dre. Z powodu nielegalnego wyjścia do internetu kilku utworów, Relapse został ukończony w tajemnicy przed innymi.

## Muzyka i teksty
W wywiadzie dla XXL Eminem powiedział, że tytuł Relapse (po polsku nawrót choroby) oznacza „powrócenie rapu jako jego narkotyku, po uwolnieniu się od leków”. Eminem powiedział także, że jego inspiracją do tekstów na Relapse były jego własne problemy z narkotykami w przeszłości, oraz seryjni mordercy. W maju 2009 Eminem w wywiadzie dla The New York Times powiedział o swojej inspiracji:

„Słuchasz jak ci ludzie mówią, albo ich widzisz, wyglądają całkiem zwyczajnie. Jak wygląda seryjny morderca? Wygląda jak nic. Wygląda jak ty. Możesz żyć obok niego. Jeśli ja żył bym obok ciebie, to ty mógłbyś nim być.”

Ben Kaplan z Vancouver Courier, podobnie jak Robert Christgau umieścił album w kategorii horrorcore.

### Utwory
Relapse otwiera skit „Dr. West”, w którym pojawił się aktor Dominic West. Po skicie jest utwór „3.a.m.”, w którym to Eminem przedstawia siebie jako seryjnego mordercę. W utworze „My Mom” Eminem rapuje o tym, jak stał się narkomanem, podobnie jak jego matka. W następnym utworze z albumu „Insane”, Eminem przedstawia siebie jako ofiarę molestowania dzieci. Eminem powiedział, że utworem „Insane” chciał zdesgustować słuchaczy i spowodować ich „rzyganie”, dodał też, że wpadł na to po napisaniu pierwszej linii utworu („I was born with a dick in my brain/Yeah, fucked in the head”). Mariah Carey i jej mąż Nick Cannon zostali zaatakowani w utworze „Bagpipes from Banghad”.
Po „Hello”, w którym Eminem rapuje o swoim powrocie, ponownie pojawia się brutalny wątek, tym razem w utworze „Same Song & Dance”, w którym przedstawia siebie jako zabójcę Lindsay Lohan i Britney Spears. Na dziewiątym utworze z albumu „We Made You” Eminem wyśmiewa się z wielu gwiazd i gra rolę „mordercy gwiazd popu”. Na utworze „Medicine Ball” raper drwi ze zmarłego aktora Christophera Reeve’a. W następnym utworze „Stay Wide Awake” Eminem rapuje o zaatakowaniu i gwałceniu kobiety. Dr. Dre pojawił się w utworze „Old Time’s Sake”, w którym raperzy przypominają sobie początki ich przyjaźni. W następnym utworze z Relapse „Must Be the Ganja” Eminem rapuje o tym, że praca w studiu jest dla niego jak narkotyk.
Po skicie „Mr. Mathers”, w którym Eminem trafia do szpitala, zaczyna się szesnasty utwór z płyty „Déjà Vu”. „Déjà Vu” mówi o jego przedawkowaniu leków w 2007. „Beautiful”, ballada z samplem z utworu „Reaching Out” Queen + Paul Rodgers została napisana podczas odwyku rapera. Podobnie jak poprzedni utwór z płyty, mówi o uzależnieniu rapera. Po utworze „Crack a Bottle”, w którym pojawiają się gościnnie 50 Cent i Dr. Dre, Relapse kończy się utworem „Underground”. W tym utworze Eminem porusza kwestię wolności słowa.

## Relapse: RefilliRelapse 2
Ponieważ Eminem nagrał za dużo materiału na jeden album, członek grupy D12 – Swift – powiedział, że biały raper zamierza wydać dwa krążki w 2009. Drugim miał być Relapse 2 i miał zostać wydany pod koniec 2009. Relapse 2 miało być kontynuacją Relapse. Wydanie Relapse 2 zostało przesunięte do początku 2010, więc Eminem wydał ponownie Relapse jako Relapse: Refill. Relapse: Refill zawiera siedem nowych utworów, z których trzy ukazały się jako single.
13 kwietnia 2010 Eminem napisał na Twitterze: „Nie będzie Relapse 2”, co miało znaczyć, że nowy album będzie nosił nazwę Recovery. Raper zadecydował, żeby wyrzucić większość materiału i zacząć od początku. Eminem powiedział: „Początkowo planowałem wydać Relapse 2 w zeszłym roku. Jednak zacząłem nagrywać i pracować z nowymi producentami, więc pomysł stworzenia kontynuacji Relapse zaczął coraz bardziej tracić sens. Chciałem stworzyć kompletnie nowy album. Muzyka na Recovery znacząco różni się od tej na Relapse i myślę, że zasługuje na własny tytuł.” Recovery odniósł ogromny sukces komercyjny i stał się najlepiej sprzedającym albumem na świecie w 2010, a także zdobył Nagrodę Grammy w kategorii Najlepszy Album Rap.

## Wydanie i promocja
W 2007 raper z Shady Records Ca$his powiedział, że album będzie nosił nazwę King Mathers i ukaże się pod koniec tego roku. Jednak publicysta Eminema Dennis Dennehy wytłumaczył, że nie ma potwierdzonego tytułu albumu oraz że nie ma żadnej zaplanowanej do wydania w 2007 płyty. Później nie było żadnego oficjalnego oświadczenia w sprawie albumu przez rok. 15 września 2008, podczas świętowania wydania autobiografii Eminema pt. The Way I Am w jego stacji radiowej Shade 45, raper potwierdził, że pracuje nad nowym albumem zatytułowanym Relapse. Podczas świętowania pokazał słuchaczom swój nowy freestyle „I’m Having a Relapse”.
27 października 2008 rzecznik Interscope wyjaśnił, że nie ma żadnej oficjalnej daty wydania, a wszystkie daty publikowane przez gazety są wymyślone. W listopadzie tego samego roku Eminem powiedział, że Relapse powinien ukazać się w pierwszej kwarcie 2009 oraz że raper jest w procesie wybierania utworów na album.
Przez wyciek utworu „Crack a Bottle”, został on wydany jako singel do pobrania i podbił Billboard Hot 100. Teledysk do „Crack a Bottle” ukazał się w kilku częściach.
Po wydaniu „Crack a Bottle” na antenie pojawił się – 7 kwietnia – teledysk do utworu „We Made You”. Został wyreżyserowany przez Josepha Kahna i miał swoją premierę jednocześnie na kilku kanałach MTV oraz na oficjalnej stronie MTV. Teledysk do „3.a.m.” ukazał się 2 maja 2009 na Cinemax, kilka dni po udostępnieniu w interniecie traileru. Ukazał się także teledysk do „Beautiful”.

### Okładka
Okładka do Relapse została opublikowana po raz pierwszy przez Eminema na Twitterze 21 kwietnia 2009. Znajduje się na niej zdjęcie głowy Eminema oraz tysiące pigułek w tle. Naklejka na okładce przypomina receptę. Pacjentem jest Eminem, a lekarzem Dr. Dre. Gil Kaufman z MTV News stwierdził, że okładka nawiązuje do jego uzależnienia od leków. Na tylnej okładce i broszurze albumu również są pigułki w tle. Na broszurze jest dedykacja dla Proofa, gdzie Eminem wyjaśnia, że próbował napisać dla niego utwór, lecz nie udało mu się to, więc dedykował cały album jemu. Okładka Relapse: Refill wygląda prawie tak samo. Ma zmieniony kolor tła na biały, a naklejka została przekreślona. Obok przekreślonej naklejki widnieje napis „Refill”.

## Odbiór komercyjny
Relapse był jednym z najbardziej wyczekiwanych albumów w 2009. Album zadebiutował na szczycie Billboard 200 ze sprzedażą 608 000 kopii w pierwszym tygodniu. W Kanadzie Relapse sprzedał 64 000 egzemplarzy w pierwszym tygodniu i zadebiutował na 1 miejscu listy Canadian Albums Chart. Poza Ameryką Północną Relapse zdobyło szczyt w swoim pierwszym tygodniu w m.in. w Australii, Francji, Norwegii, Danii i Nowej Zelandii. Wszedł do pierwszej piątki w wielu krajach. W drugim tygodniu album ciągle stał na szczycie Billboard 200 i w tym samym tygodniu sprzedał 211 000 kopii w USA, więc łącznie sprzedał już 819 000 egzemplarzy, co czyni go piątym najlepiej sprzedającym się albumem 2009. W trzecim tygodniu Relapse spadł na drugą pozycję z łączną sprzedażą ponad 900 tys. kopii. W czwartym tygodniu płyta spadła na trzecie miejsce i pokryła się platyną w Stanach Zjednoczonych.
Relapse stał się najlepiej sprzedającym albumem hip-hopowym w 2009 oraz jednym z najlepiej sprzedających się krążków tego roku. W 2010 album pokrył się 2x platyną w USA.

## Lista utworów
Opracowano na podstawie źródła
| #  | Tytuł                   | Gościnnie        | Producent                | Czas |
| -- | ----------------------- | ---------------- | ------------------------ | ---- |
| 1  | „Dr. West” (skit)       |                  |                          | 1:29 |
| 2  | „3 a.m.”                |                  | Dr. Dre                  | 5:19 |
| 3  | „My Mom”                |                  | Dr. Dre                  | 5:20 |
| 4  | „Insane”                |                  | Dr. Dre                  | 3:01 |
| 5  | „Bagpipes from Baghdad” |                  | Dr. Dre, Trevor Lawrence | 4:43 |
| 6  | „Hello”                 |                  | Dr. Dre, Mark Batson     | 4:08 |
| 7  | „Tonya” (skit)          |                  |                          | 0:43 |
| 8  | „Same Song & Dance”     |                  | Dr. Dre, Dawaun Parker   | 4:08 |
| 9  | „We Made You”           |                  | Dr. Dre, Eminem, Doc Ish | 4:30 |
| 10 | „Medicine Ball”         |                  | Dr. Dre, Mark Batson     | 3:57 |
| 11 | „Paul” (skit)           |                  |                          | 0:19 |
| 12 | „Stay Wide Awake”       |                  | Dr. Dre                  | 5:20 |
| 13 | „Old Time’s Sake”       | Dr. Dre          | Dr. Dre, Mark Batson     | 4:43 |
| 14 | „Must Be the Ganja”     |                  | Dr. Dre, Mark Batson     | 4:03 |
| 15 | „Mr. Mathers” (skit)    |                  |                          | 0:42 |
| 16 | „Déjà Vu”               |                  | Dr. Dre                  | 4:43 |
| 17 | „Beautiful”             |                  | Eminem                   | 6:32 |
| 18 | „Crack a Bottle”        | Dr. Dre, 50 Cent | Dr. Dre                  | 4:58 |
| 19 | „Steve Berman” (skit)   |                  |                          | 1:29 |
| 20 | „Underground”           |                  | Dr. Dre                  | 6:11 |

### Dodatkowe utwory
| #  | Tytuł                       | Producent | Czas |
| -- | --------------------------- | --------- | ---- |
| 21 | „My Darling”                | Eminem    | 5:20 |
| 22 | „Careful What You Wish For” | Eminem    | 3:47 |

## Relapse: Refill
21 grudnia 2009 ukazała się dwupłytowa reedycja albumu Relapse zatytułowana Relapse: Refill. Pierwszy krążek zawiera utwory z albumu Relapse, a drugi dodatkowe siedem utworów.
CD2
| # | Tytuł                  | Gościnnie                    | Producent              | Czas |
| - | ---------------------- | ---------------------------- | ---------------------- | ---- |
| 1 | „Forever”              | Drake, Kanye West, Lil Wayne | Boi-1da                | 5:58 |
| 2 | „Hell Breaks Loose”    | Dr. Dre                      | Dr. Dre, Mark Batson   | 4:04 |
| 3 | „Buffalo Bill”         |                              | Dr. Dre, Mark Batson   | 3:52 |
| 4 | „Elevator”             |                              | Eminem                 | 4:52 |
| 5 | „Taking My Ball”       |                              | Dr. Dre                | 5:01 |
| 6 | „Music Box”            |                              | Dr. Dre, Dawaun Parker | 5:05 |
| 7 | „Drop the Bomb on 'Em” |                              | Dr. Dre                | 4:48 |

## Sprzedaż
| Oficjalna lista sprzedaży OLiS |    |    |    |    |    |    |    |    |    |    |    |    |    |    |    |    |    |
| Tydzień                        | 01 | 02 | 03 | 04 | 05 | 06 | 07 | 08 | 09 | 10 | 11 | 12 | 13 | 14 | 15 | 16 | 17 |
| Pozycja                        | 1  | 3  | 3  | 8  | 12 | 24 | 29 | 38 | 42 | 38 | 37 | 36 | 25 | 22 | 33 | 45 | -  |